# Hans Delbrück
Hans Delbrück (Bergen auf Rügen, ilha Rügen, 11 de novembro de 1848 — Berlim, 14 de julho de 1929) foi um historiador e político alemão, pai de Max Delbrück.

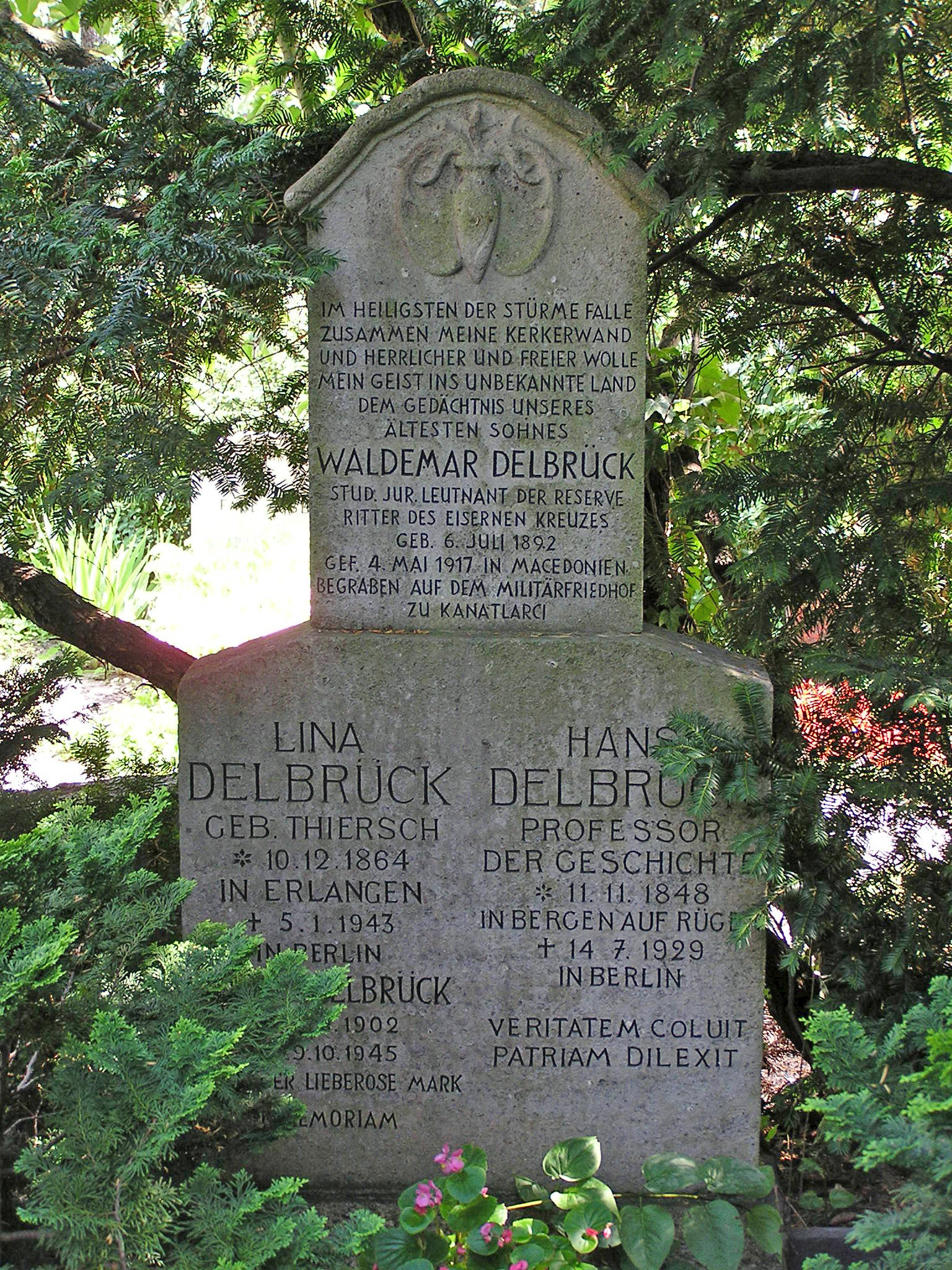
Sepultura, Cemitério de Grunewald

## Biografia
A partir de 1868 Delbrück estudou história na Universidade de Heidelberg e de Bonn, doutorando em 1873 com o historiador Heinrich von Sybel. Neste entremeio participou da Guerra franco-prussiana (1870-71). De 1874 até 1879 foi educador do príncipe prussiano Valdemar, o sexto filho do príncipe-herdeiro Frederico Guilherme
Tornou-se professor de história contemporânea na Universidade de Berlim em 1885 e foi membro do Reichstag entre 1884 e 1890

## Obras
- Geschichte der Kriegskunst im Rahmen der politischen Geschichte (4 vols. 1920).
- Die Perserkriege und die Burgunderkriege (1887)
- Die Strategie des Perikles erläutert durch die Strategie Friedrichs des Grossen (1890)
- Das Leben des Feldmarschalls Grafen Neithardt von Gneisenau (1890)